# 弗农·C·米勒
弗农·C·“维恩”·米勒（英語：Vernon C. "Verne" Miller；1896年8月25日—1933年11月29日）是美国禁酒令时期的一名杀手、酒类走私者、银行劫匪，还曾担任南达科他州比德爾縣的警长。在堪萨斯城屠杀发生近半年后，米勒身亡，其尸体被发现，其上有被殴打的痕迹，死因为窒息，他也是堪萨斯城屠杀案中唯一被确认身份的枪手。